# Dasypoda leucoura
Dasypoda leucoura là một loài ong trong họ Melittidae. Loài này được Rudow miêu tả khoa học đầu tiên năm 1882.